# Jaouad Achab
Jaouad Achab, né le 20 août 1992 à Tanger, est un taekwondoïste belgo-marocain.

## Palmarès

### Championnats du monde
- Médaille d'or des -63 kg du Championnat du monde 2015 à Tcheliabinsk, Russie[3].
- Médaille d'or des -63 kg du Championnat du monde universitaire 2015 à Gwangju, Corée du Sud.
- Médaille de bronze des -63 kg du Championnat du monde 2019 à Manchester, Grande-Bretagne.

### Championnats d'Europe
- Médaille d'or des -63 kg du Championnat d'Europe 2014  à Bakou, Azerbaïdjan[2].
- Médaille d'or des -63 kg du Championnat d'Europe 2016 à Montreux, Suisse.
- Médaille d'or des -63 kg du Championnat d'Europe 2019 à Bari, Italie.
- Médaille de bronze des -63 kg du Championnat d'Europe 2021 à Sofia, Bulgarie.